# Joan Maria Bofill
Joan Maria Bofill i Roig (Figueras, 1845 - 1914) fue un empresario, físico y político español.
Hijo de un fabricante de pieles, se licenció en Ciencias físicas. Trabajó como catedrático de Historia natural e higiene en el Instituto Ramón Muntaner de Figueras. En 1868 fundó el primer Club Republicano de la localidad y participó en la insurrección federalista de 1869. Durante la Primera República (1873) fue secretario del ministro de Hacienda. Poco después dirigió el diario El Ampurdanés. Fue alcalde de Figueras desde el 1 de julio de 1899 al 31 de diciembre de 1901, y diputado al Congreso por el distrito electoral de su localidad natal, elegido en 1903 por el Partido Republicano Democrático Federal. Fue autor de Opus, un ensayo publicado como libro en 1911, de tendencia librepensadora. 